# Isabel Ruiz Ruiz
Isabel Ruiz Ruiz (Guatemala, 22 de abril de 1945—Guatemala, 20 de septiembre de 2019) fue una artista visual guatemalteca. Destacó en técnicas de grabado, pintura, performance e instalación. En el año 2017 se le otorgó el Premio Nacional de Artes Plásticas Carlos Mérida. Su obra se caracteriza por su crítica político-social, sus referencias literarias e históricas que se enfocan en las tradiciones mesoamericanas.

## Biografía
De 1964 a 1968 estudió arte en la Universidad Popular de Guatemala donde recibió clases con artistas como Rodolfo Galeotti Torres, Enrique Guerra Villar y Roberto Cabrera. Comenzó a exponer sus obras desde el año 1968 y su primera exposición fue una serie de acuarelas expresionistas. 
En 1970 expuso en la Escuela Nacional de Artes Plásticas, mientras estudiaba y exploraba la técnica del grabado, utilizó su arte para denunciar la desaparición del poeta Roberto Obregón. En ese entonces utilizó la poesía de Francisco Morales Santos para canalizar sus trazos sueltos de tinta china.
Obtuvo una beca para conocer museos y galerías de arte en Estados Unidos y en 1977 adquirió su título de Maestra de Arte Especializada en Artes Plásticas. En 1987 se le otorgó una beca por parte de la OEA para estudiar xilografía en el Centro Regional de las Artes Gráficas en la Universidad de Costa Rica. Ahí conoció a artistas como Arnoldo Ramírez Amaya, Alfredo Guzmán Schwartz, Rolando Ixquiac Xicará.
Cuando regresó a Guatemala, quiso explorar más técnicas y conoció el taller del artista Moisés Barrios donde aprendió la técnica de grabado en metal. Asistieron otros artistas como Luis González Palma y en 1986 fundaron Imaginaria. Grupo que luego se convertiría en un referente posmoderno.
Durante los años ochenta expuso su serie Sahumerios y la invitaron a museos como el Museo de Arte Moderno (MAM) de la Ciudad de México y al Museo de Arte Contemporáneo (MOMA) en Nueva York. En 1999 después de leer el Informe de la Comisión para el Esclarecimiento Histórico, Guatemala, Memoria del silencio, su obra se enfocó en la historia de Guatemala. La Bienal de Arte Paiz censuró una de sus piezas en el año 2008 por abordar la temática histórica de Guatemala durante el conflicto armado.
El año 2015 se retiró de las exposiciones por motivos de salud, pero sus pinturas, grabados y piezas viajaron a distintos países, como Costa Rica, Chile, Brasil, Puerto Rico, Cuba, República Dominicana, Dinamarca, Nicaragua, Honduras, Holanda, Taiwán, en varias ciudades de España, de Italia, de Estados Unidos, y de México.

## Premios
- Orden Rafael Rodríguez Padilla al Mérito[9]
- Primer premio en el IV salón de la acuarela (1983)[10]
- Primer premio de Grabado en el certamen centroamericano 15 de septiembre (1985)
- Premio único Glifo de oro, en la VI Bienal de Arte Paiz (1988)
- Premio Nacional de Artes Plásticas Carlos Mérida (2017)